# La Lutte des jeunes
La Lutte des jeunes est une revue française (25 février 1934 - 14 juillet 1934) fondée par Bertrand de Jouvenel.
Peu après le 6 février 1934, convaincu que la crise économique, morale et politique que traversait la société française ne pouvait être résolue par les partis traditionnels, Jouvenel, avec Pierre Andreu et Samy Béracha tenta de constituer avec cette revue hebdomadaire une tribune d'accueil pour les idées « non-conformistes ». Y collaborèrent de nombreuses personnalités des tendances planistes, personnalistes ou fédéralistes, tels Jean Prévost, Henri De Man, Emmanuel Mounier, Robert Lacoste ou Pierre Drieu la Rochelle.
Un autre périodique sous ce nom fut éditée par le Comité national bulgare entre 1956 et 1971.